# Astolfo Petrazzi
Astolfo Petrazzi (Siena, 1583 – Siena, 1665) è stato un pittore italiano, del periodo barocco.

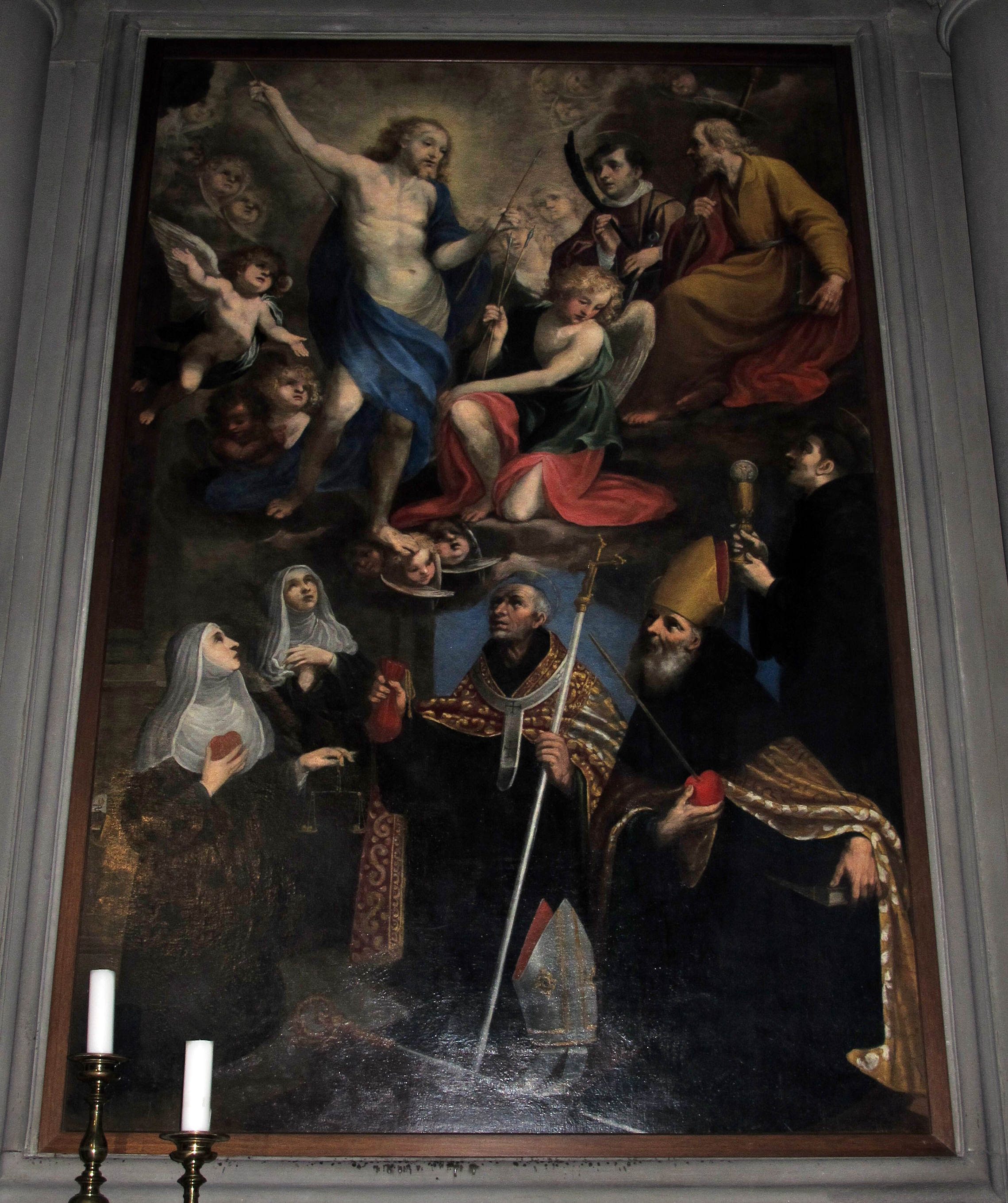
Cinque santi agostiniani e altri che intercedono (1638), chiesa di Sant'Agostino, Prato

Fu attivo principalmente nella sua città natale, Siena, ma lavorò anche a Spoleto ed a Roma. Suo maestro fu Francesco Vanni, ma lavorò anche con Ventura Salimbeni e con Pietro Sorri.